# Antonín Vězda
Antonín Vězda (ur. 25 listopada 1920 w Brnie,  zm. 10 listopada 2008) – czeski lichenolog, jeden z najbardziej znanych i autorytatywnych lichenologów XX wieku.
Ojciec Antonína Vězdy był drukarzem i mykologiem-amatorem. W 1945 roku, po zakończeniu II wojny światowej, Antonin wstąpił na Uniwersytet Masaryka w Brnie. Studia na nim ukończył w 1948, a potem wstąpił na Uniwersytet Rolniczy, który ukończył w 1953 r. Na uniwersytecie tym rozpoczął pracę jako pracownik naukowy. W 1960 r. został wydalony z uniwersytetu, ponieważ odmówił wstąpienia do partii komunistycznej. Zmuszony był pracować jako leśniczy.
Od 1968 roku Antonín Vězda pracował jako pracownik naukowy w Instytucie Botaniki Czechosłowackiej Akademii Nauk. Opublikował największą serię eksykatów porostowych – Lichenes selecti exsiccati, składającą się z 2500 gatunków porostów z całego świata.
Vězda był specjalistą od porostów liściastych. Badał metody ich bezpłciowego rozmnażania. Przez długi czas badał florę porostów kaukaskich. W wolnych chwilach opiekował się ogrodem roślin bulwiastych przesłanym mu przez lichenologów z różnych regionów świata.
W 1992 roku Vězda otrzymał Medal Achariusa. 
W naukowych nazwach opisanych przez niego taksonów dodawane jest jego nazwisko  Vězda.